# Беседь
Бе́седь (біл. Беседзь) — річка в Росії і Білорусі, ліва притока річки Сож (басейн Дніпра). Довжина — 261 км, площа басейну — 5600 км². Середній стік води в гирлі річки — 27,8 м³/с.
Беседь бере початок на півдні Смоленської області, далі протікає Могильовською областю Білорусі (у басейні річки розташоване селище Хотимськ і місто Костюковичі), перетинає західну частину Брянської області Росії (селище Красна Гора за 98 км від гирла — початок судноплавної частини річки), а потім знову тече Білоруссю (Гомельська область). Впадає в Сож на відстані 30 км вище Гомеля.